# Гервасий Сливенски
Гервасий е висш български православен духовник, митрополит, общественик и дарител.

## Биография
Роден е през 1838 г. в Габрово със светското име Генчо Георгиев. През 1854 г. заминава за Света гора и постъпва като послушник в Хилендарския манастир, където в 1858 г. приема монашеско подстрижение. През 1859 г. е ръкоположен в йеродяконски сан и е изпратен да следва в гръцкото духовно-монашеско училище в Карея. През 1867 г. става игумен на Араповския манастир „Света Неделя“. Служи 6 години, като открива и ръководи неделно училище и често дава убежище на Васил Левски, Георги Бенковски и други революционери. През 1873 г. Панарет Пловдивски го взема за свой викарен левкийски епископ. През ноември 1880 г., епископ Гервасий тържествено препогребва костите на Хаджи Димитър в двора на църквата „Св. св. Петър и Павел“ в с. Аджар. В Пловдив остава 10 години.
По време на Априлското въстание митрополит Панарет заедно с архимандрит Методий Кусев е повикан от екзарх Антим в Цариград и в епархията остава епископ Гервасий Левкийски, който я управлява в тежките месеци след разгрома на бунта. Епископ Гервасий описва зверствата на османците пред дошлата в митрополията в Пловдив европейска комисия.
Гервасий е избран за Сливенски митрополит през 1897 г. Като такъв развива благотворителна дейност, като изпраща на обучение способни младежи в Русия. Известен е като славянофил.
Умира през 1919 г.

## Произведения
- Беседа послание към богохранимото папство в богомвреверенната нам Сливенска епархия, 1901 г., Сливен, в-к „Българско знаме“.
- До всеблагоговейните архиерейски наместници, благоговейните енорийски свещеници и благочестивите християни в Богоспасяемата Сливенскаепархия", обръщение по случай 1000 годишнината от смъртта на Св. Цар Бориса, 1907 г.
- Негово Блаженство Йосиф І, български екзарх, обръщение по случай 1000 годишнината от смъртта на Св. Цар Бориса, 1907 г.